# Лорхајм
Лорхајм (њем. Lohrheim) општина је у њемачкој савезној држави Рајна-Палатинат. Једно је од 137 општинских средишта округа Рајн-Лан. Према процјени из 2010. у општини је живјело 595 становника. Посједује регионалну шифру (AGS) 7141081.

## Географски и демографски подаци
Лорхајм се налази у савезној држави Рајна-Палатинат у округу Рајн-Лан. Општина се налази на надморској висини од 175 метара. Површина општине износи 4,1 km². У самом мјесту је, према процјени из 2010. године, живјело 595 становника. Просјечна густина становништва износи 144 становника/km².